# Riverhawks d'Augusta
Les Riverhawks d'Augusta étaient une franchise de hockey sur glace basée à Augusta dans l'État de la Géorgie aux États-Unis.

## Historique
Fondé en 2010 par Bob & Diane Kerzner, l'équipe se joint à la Southern Professional Hockey League. Il s'agit d'un retour du hockey professionnel à Augusta. La ville n'avait plus d'équipe depuis le départ des Lynx d'Augusta qui évoluait dans l'ECHL jusqu'en 2008.
Le nom des Riverhawks fut choisi à la suite d'un vote populaire auprès de la population. Les Hawks perdirent leur première rencontre face aux FireAntz de Fayetteville le 21 octobre 2010.

### Saisons après saisons
| Saison    | PJ | V  | D  | DP | DF | Pts | BP  | BC  | Classement Final | Séries éliminatoires |
| 2010-2011 | 56 | 35 | 20 | 1  | 0  | 70  | 203 | 177 | 2e place         | Défaite en finale    |
| 2011-2012 | 56 | 36 | 13 | 5  | 2  | 79  | 206 | 159 | 1re place        | Défaite en 1re ronde |